# Albert Mallofré i Milà
Albert Mallofré i Milà (Vilanova i la Geltrú, 1926 - Barcelona, 9 de setembre de 2017) fou un periodista i crític musical català. Va ser un dels pioners en la crítica musical, especialment del jazz, però també del pop, el rock i la música clàssica.

## Biografia
Iniciat a la dècada de 1940 com a columnista del setmanari local de Vilafranca del Penedès, un cop llicenciat va exercir de corresponsal de publicacions esportives establertes a Madrid a partir de 1951. El 1953 va ingressar al setmanari gràfic barceloní Vida Deportiva fins a la seva desaparició, on cobria les notícies d'esports sobre rodes. De 1959 a 1974 col·laborà amb la revista Destino. Des de 1964 també va treballar a La Vanguardia (on va arribar a ser el màxim responsable de la secció Cultura i Espectacles) fins al 1996, moment en què va començar a treballar com a periodista freelance.
Al llarg de la seva carrera va col·laborar a les emissores de ràdio Ràdio Joventut, Ràdio Barcelona, Radio Nacional, Radio Peninsular, Ràdio 4, Catalunya Ràdio i Catalunya Música; a més d'aparèixer a Televisió de Catalunya, a La 1 i a La 2, on va dirigir un programa de jazz. Va escriure nombrosos guions radiofònics i televisius.
Fou promotor i impulsor discogràfic i de diversos concerts i festivals de música. El 2000 es va estrenar com a narrador amb la novel·la L'any passat a Valldordis, conjuntament amb l'arquitecte Pere Marsé i el fotògraf Lluís Gené, i el 2009 publicà Simplemente, vivíamos.

## Obra publicada
- La memòria captiva (guió audiovisual, 1998)[7]
- L'any passat a Valldordis, conjuntament amb Pere Marsé i Lluís Gené (novel·la, 2000)[7]
- Con la música a esta parte (recull d'articles, 2005)
- Simplemente, vivíamos (2009)

## Reconeixements
El 2008 va rebre el premi a la trajectòria periodística en el marc de la tercera edició dels premis Nit Canallesca, atorgat pels seus companys de professió.